# Monolophosaurus
Monolophosaurus (betyder ungefär ”Ödla med en kam”) är ett släkte dinosaurier som man hittat fossil av i västra Kina, där den tros ha levt i mitten av Juraperioden för omkring 165 milj. år sedan. Monolophosaurus är känd från ett enda fossil (IVPP 84019), som hittades i Wucaiwan Formation, Xinjiang, 1984. Fossilet namngavs först 1993 av forskarna Xi-Jin Zhao och Philip J. Currie. Detta skelett utgörs bland annat av en välbevarad skalle, ett flertal kotor från hals, rygg och svans, revben och bäcken.
Monolophosaurus utmärkes av en enkel, låg kam på nosryggen, vars funktion är okänd. Liknande kammar finns beskrivna från exempelvis Dilophosaurus och Guanlong.

## Beskrivning

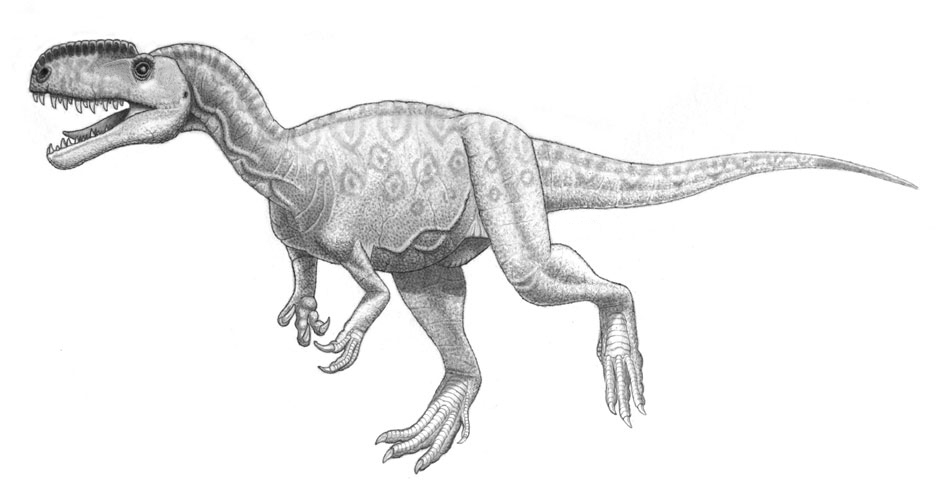
Illustration av Monolophosaurus.

I likhet med de flesta större theropoder hade Monolophosaurus ett ganska stort huvud (cirka 0.7 meter långt) med kraftiga käkar, som var fyllda med vassa tänder. Den enkla, låga huvudkammen sträckte sig från nosen till i höjd med ögonhålan. I likhet med huvudprydnader hos andra theropoder är kammens exakta funktion inte känd, men det har föreslagits att Monolophosaurus använt den för att skilja artfränder åt.
Monolophosaurus tros ha blivit omkring 5 meter lång från nos till svansspets. I likhet med andra theropoder tror man att den var utpräglad att endast gå på de kraftiga bakbenen, och balanserade upp kroppen med en lång, kraftig svans.

## Taxonomi
Monolophosaurus har klassificerats som en theropod inom gruppen tetanurae, men det har varit delade meningar om vilken familj den tillhör. Den tillskrevs från början till familj Megalosauridae, men det har också föreslagits att den är närmare släkt med familj Allosauridae. Senare studier har dock klassificerat Monolophosaurus som mer primitiv, och att det är en mer basal medlem av tetanurae. Det har också föreslagits att det kanske är en mer basal medlem av överfamilj Spinosauroidea.